# 大相撲宝暦12年3月場所
大相撲宝暦12年3月場所（おおずもうほうれき12ねん3がつばしょ）は、宝暦12年（1762年）3月に開催された江戸相撲（大相撲の前身）の本場所。興行場所は深川八幡社内。

## 幕内番付・星取表
| 東               | 東               | 東             | 番付      | 西             | 西               | 西               |
| 備考             | 成績             | 力士名         | 番付      | 力士名         | 成績             | 備考             |
| ---------------- | ---------------- | -------------- | --------- | -------------- | ---------------- | ---------------- |
| 新大関（第13代） | 5勝0敗3休        | 荒瀧五太夫     | 大関      | 大鳴戸淀右エ門 | 0勝0敗8休        | 新大関（第14代） |
|                  | 5勝0敗1休2無勝負 | 雪見山堅太夫   | 関脇      | 大童子峰右エ門 | 1勝1敗6休        |                  |
|                  | 2勝4敗2休        | 手柄山仁太夫   | 小結      | 七ツ池龍藏     | 2勝3敗3休        |                  |
|                  | 4勝3敗1休        | 御所ヶ浦平太夫 | 前頭筆頭  | 戸田川鷲之助   | 5勝2敗1休        |                  |
|                  | 1勝5敗2休        | 岸石岩右エ門   | 前頭2枚目 | 艫綱良助       | 5勝2敗1休        |                  |
|                  | 2勝5敗1休        | 不知火光右エ門 | 前頭3枚目 | 押尾川流藏     | 4勝1敗2休1無勝負 |                  |
|                  | 3勝4敗1無勝負    | 大空圓右エ門   | 前頭4枚目 | 磐井川逸八     | 4勝3敗1休        |                  |
|                  | 2勝5敗1休        | 餝間津浪之助   | 前頭5枚目 | 関ノ戸奥右衞門 | 5勝2敗1休1無勝負 |                  |

## 備考
- この時代の江戸相撲においては優勝力士という概念は存在していないが、後に定められた優勝制度を遡って準用することができる。本場所においては、荒滝が優勝に相当する力士であるとみなすことができる。その他、雪見山が優勝同点相当成績である（優勝制度は、制定当初は番付上位者優勝制度を採用していた）。
- 大関の荒滝・大鳴戸は、ともに関脇から大関に昇進した。ここまで歴代の大関は看板大関で、直接大関に付け出されており、関脇以下からの昇進は両者が初めてとなった（ただし、大鳴戸は今場所限りで江戸相撲を去り、荒滝の大関も今場所のみ）[1]。
- 番付の東方を九州出身力士が、西方を江戸出身力士が占めた。両方を特定の出身者が占めたのはこの場所のみ[1]。